# La Bazouge-du-Désert
La Bazouge-du-Désert (en bretó Bazeleg-an-Dezerzh, en gal·ló La Bazój-du-Dezèrt) és un municipi francès, situat a la regió de Bretanya, al departament d'Ille i Vilaine. L'any 2006 tenia 1.044 habitants.

## Demografia
| 1962                                       | 1968  | 1975  | 1982  | 1990  | 1999  |
| ------------------------------------------ | ----- | ----- | ----- | ----- | ----- |
| 1.281                                      | 1.340 | 1.280 | 1.158 | 1.074 | 1.012 |
| Des de 1962: població sense dobles comptes |       |       |       |       |       |

## Administració
| Període | Identitat      | Partit |
| ------- | -------------- | ------ |
| 2008-   | Joseph Boivent |        |